# Nemadactylus bergi
Nemadactylus bergi is een straalvinnige vis uit de familie van Cheilodactylidae en behoort derhalve tot de orde van baarsachtigen (Perciformes). De vis kan maximaal 39 cm lang en 450 gram zwaar worden.

## Leefomgeving
Nemadactylus bergi is een zoutwatervis. De vis prefereert een subtropisch klimaat en heeft zich verspreid over de Grote en Atlantische Oceaan.

## Relatie tot de mens
Nemadactylus bergi is voor de visserij van aanzienlijk commercieel belang. In de hengelsport wordt er weinig op de vis gejaagd.